# Musikjahr 1817
Liste der Musikjahre

◄◄ | ◄ | 1813 | 1814 | 1815 | 1816 | Musikjahr 1817 | 1818 | 1819 | 1820 | 1821 | ► | ►►

Weitere Ereignisse
Dieser Artikel behandelt das Musikjahr 1817.

## Instrumental und Vokalmusik (Auswahl)
- Ludwig van Beethoven: Fuge für Streichquintett in D-Dur op. 137; Quintettsatz (d-moll) für zwei Violinen, zwei Violen und Violoncello (unvollendet);  Klaviersonate Nr. 28 A-Dur op. 101 (1816 fertiggestellt und 1817 uraufgeführt).
- Franz Schubert vollendet eines seiner bekanntesten und beliebtesten Kunstlieder, Die Forelle. Der Text stammt von Christian Friedrich Daniel Schubart.
- Franz Schubert komponiert die Klaviervariationen 13 Variationen über ein Thema von Anselm Hüttenbrenner. Ouvertüre im italienischen Stil Nr. 2 in C-Dur D. 591
- Johann Simon Mayr: 2 Kantaten (Il sogno di Partenope und Arianna e Bacco)
- Carl Maria von Weber: Divertimento assai facile für Gitarre und Klavier C-Dur op. 38; Sieben Variationen über ein Zigeunerlied op. 55
- Anton Reicha: Oktett für Oboen, Klarinette, Horn, Fagott, 2 Violinen, Bratsche, Violoncello und Kontrabass op. 96; Andante für Englischhorn und Bläser-Quartett Nr. 1 in Es
- Johann Baptist Cramer: 7. Klavierkonzert E-Dur op. 56
- Friedrich Ernst Fesca: Streichquintett D-Dur op. 8; Streichquintett Es-Dur op. 9
- Franz Berwald: Konzert E-Dur für 2 Violinen und Orchester
- Frédéric Chopin: Polonaise in g-Moll (frühestes als Druckwerk erhaltenes Musikstück des Komponisten)
- Johann Nepomuk Hummel: Adagio, Variations and Rondo on The Pretty Polly op. 75
- Georg Gerson: Symphonie in Es-Dur
- Peter von Winter: Ouverture a grand orchestre c-moll op. 24

## Musiktheater

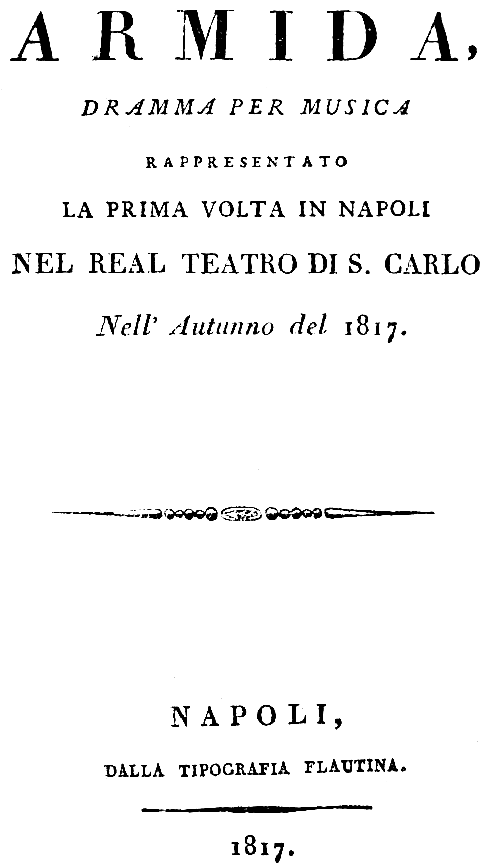
Gioachino Rossini – Armida Titelseite des Librettos, Neapel 1817

- 25. Januar: Die Oper La Cenerentola ossia La bontà in trionfo von Gioachino Rossini hat ihre Uraufführung am Teatro della Valle in Rom. Das Libretto stammt von Jacopo Ferretti auf der Basis des Märchens Aschenputtel.
- 22. März: Uraufführung der Oper Mennone e Zemira von Johann Simon Mayr in Neapel
- 31. Mai: Die Uraufführung der Opera semiseria La gazza ladra (Die diebische Elster) von Gioacchino Rossini findet am Teatro alla Scala di Milano in Mailand statt. Das Libretto des italienischen Arztes und Dichters Giovanni Gherardini bezieht sich auf das Melodram La Pie voleuse, ou la Servante de Palaiseau, das der französische Theaterschriftsteller Louis-Charles Caigniez gemeinsam mit seinem Kollegen Jean-Marie-Théodore Baudouin d’Aubigny geschrieben hat.
- 19. Juni: Uraufführung der Oper Ifigenia in Tauride von Michele Carafa in Neapel.
- 27. September: Uraufführung der Oper Adele di Lusignano von Michele Carafa in Mailand
- 11. November Armida, eine romantische Oper von Gioachino Rossini wird am Teatro San Carlo in Neapel mit Isabella Colbran in der Titelpartie uraufgeführt. Das Libretto stammt von Giovanni Schmidt nach Episoden aus dem 1574 vollendeten Epos Das befreite Jerusalem von Torquato Tasso.
- 27. Dezember: Uraufführung der Oper  Adelaide di Borgogna (dt.: „Adelheid von Burgund“) von Gioachino Rossini in Rom. Damit hat der Komponist in diesem Jahr vier Opern herausgebracht.
- 30. Dezember: Die Uraufführung der Oper Adelaide e Comingo von Giovanni Pacini erfolgt am Teatro Regio Ducale in Mailand.
- Gaetano Donizetti komponiert die Oper L’ira di Achille auf ein Libretto von Felice Romani.

Weitere Uraufführungen
- Johann Simon Mayr: Amor avvocato (Oper); Lanassa (Oper, Verbleib unbekannt)
- Carl Maria von Weber: König Yngurd, (Musik zum Trauerspiel von A. Müllner)
- Giacomo Meyerbeer: Romilda e Costanza (Oper) Uraufführung in Padua
- Giovanni Pacini: La sacerdotessa d’Irminsul, (Oper)
- Ferdinand Hérold: Corinne au Capitole (Oper); Les Rosières (Oper); La Clochette ou Le Diable page (Oper)
- Franz Danzi: Die Probe, (komische Oper)
- Louis Emmanuel Jadin: La Gueule du lion ou La Mère esclave (Oper in drei Akten)
- Peter von Winter: I due Valdomiri und Maometto, zwei Opern die beide in Mailand uraufgeführt wurden.

## Geboren

### Geburtsdatum gesichert
- 13. Januar: Expedit Baumgart, deutscher Musikpädagoge, Komponist und Gymnasiallehrer († 1871)

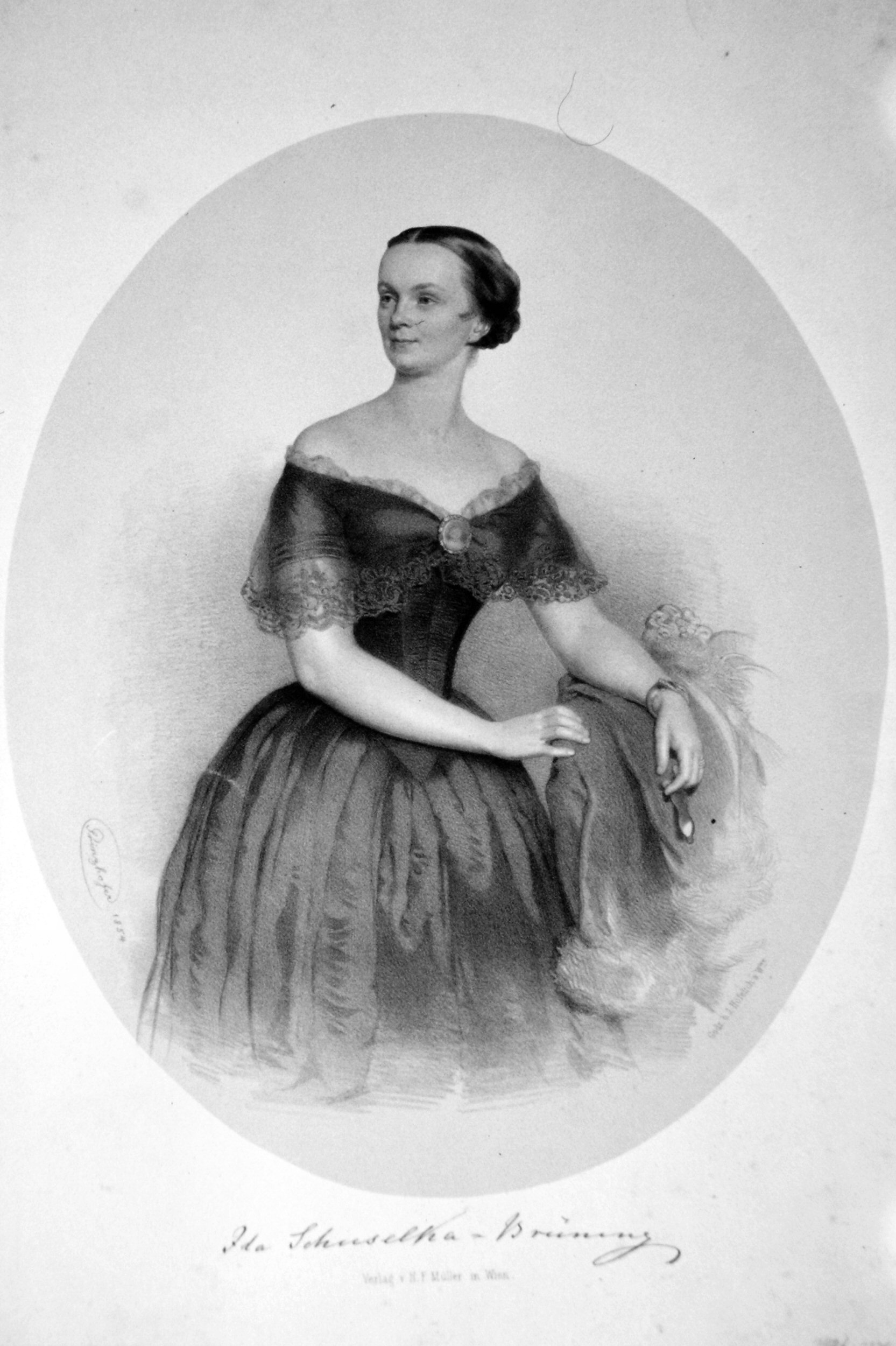
Ida Schuselka-Brüning; * 15. Januar

- 15. Januar: Ida Schuselka-Brüning, deutsche Sängerin, Schauspielerin, Theaterdirektorin und Übersetzerin († 1903)
- 22. Februar: Niels Wilhelm Gade, dänischer Komponist und Dirigent († 1890)
- 10. März: Marie Nathusius, deutsche Erzählerin und Liedkomponistin († 1857)
- 24. März: Aimé Maillart, französischer Komponist († 1871)
- 02. April: Teodulo Mabellini, italienischer Komponist († 1897)
- 04. April: Émile Prudent, französischer Pianist, Komponist und Musikpädagoge († 1863)
- 22. April: Joseph August Adam, österreichischer Kapellmeister, Komponist und Tierpräparator († 1891)
- 02. Mai: Anton Berlijn, niederländischer Komponist († 1870)
- 11. Mai: Fanny Cerrito, italienische Balletttänzerin und Choreographin († 1909)
- 17. Mai: Carl Kuntze, deutscher Komponist und Musiker († 1883)
- 18. Mai: Marcelina Czartoryska, polnische Pianistin, Philanthropin und Förderin der Musik († 1894)
- 31. Mai: Edouard Deldevez, französischer Komponist, Violinist und Dirigent († 1897)
- 07. Juni: Carl Gottlieb Elsässer, australischer Komponist und Musikpädagoge († 1885)

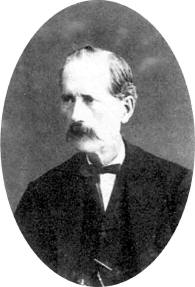
Antonio de Torres; * 13. Juni

- 13. Juni: Antonio de Torres, spanischer Gitarrenbauer († 1892)
- 14. Juni: Emilie Leibnitz, deutsche Pianistin († 1894)
- 17. Juli: Ignace Xavier Joseph Leybach, französischer Komponist und Organist († 1891)
- 28. Juli: Adolphe Deloffre, französischer Dirigent und Geiger († 1876)
- 28. Juli: Hippolyte Prosper Seligmann, französischer Violoncellist und Komponist († 1882)
- 30. Juli: Franz Josef Schütky, böhmischer Sänger, Komponist, Chorleiter und Opernregisseur († 1893)
- 05. August: Carl Friedrich Zimmermann, deutscher Instrumentenbauer († 1898)
- 13. August: Károly Thern, ungarischer Komponist († 1886)
- 20. August: Joaquín Beristáin, mexikanischer Komponist, Dirigent und Cellist († 1839)
- 25. August: Wilhelm Stade, deutscher Organist, Dirigent und Komponist († 1902)
- 02. Oktober: Gunnar Wennerberg, schwedischer Dichter, Komponist, Beamter und Politiker († 1901)
- 05. Oktober: Eduard Franck, deutscher Komponist († 1893)
- 27. Oktober: Antoni Kątski, polnischer Komponist und Pianist († 1899)
- 12. November: Martin Gustav Nottebohm, deutscher Musikwissenschaftler, Komponist und Beethoven-Forscher († 1882)
- 12. November: Carlo Pedrotti, italienischer Komponist, Dirigent und Musiklehrer († 1893)
- 13. November: Louis Lefébure-Wély, französischer Organist und Komponist († 1869)
- 19. Dezember: Charles Dancla, französischer Violinist und Komponist († 1907)

### Genaues Geburtsdatum unbekannt
- Mary Anne A’Becket, englische Komponistin († 1863)
- José Escolástico Andrino, salvadorianischer Komponist († 1862)
- Bernard Ullman, US-amerikanischer Musikimpresario († 1885)
- Joseph Wielhorski, russischer Komponist († 1892)

## Gestorben
- 09. Februar: Franz Ernst Christoph Leuckart, deutscher Musikverleger, Kunst- und Musikalienhändler (* 1748)
- 09. Februar: Franz Wilhelm Tausch, deutscher Klarinettenvirtuose und Komponist (* 1762)
- 09. Februar: Franz Thoma, deutscher Orgelbauer (* 1746)

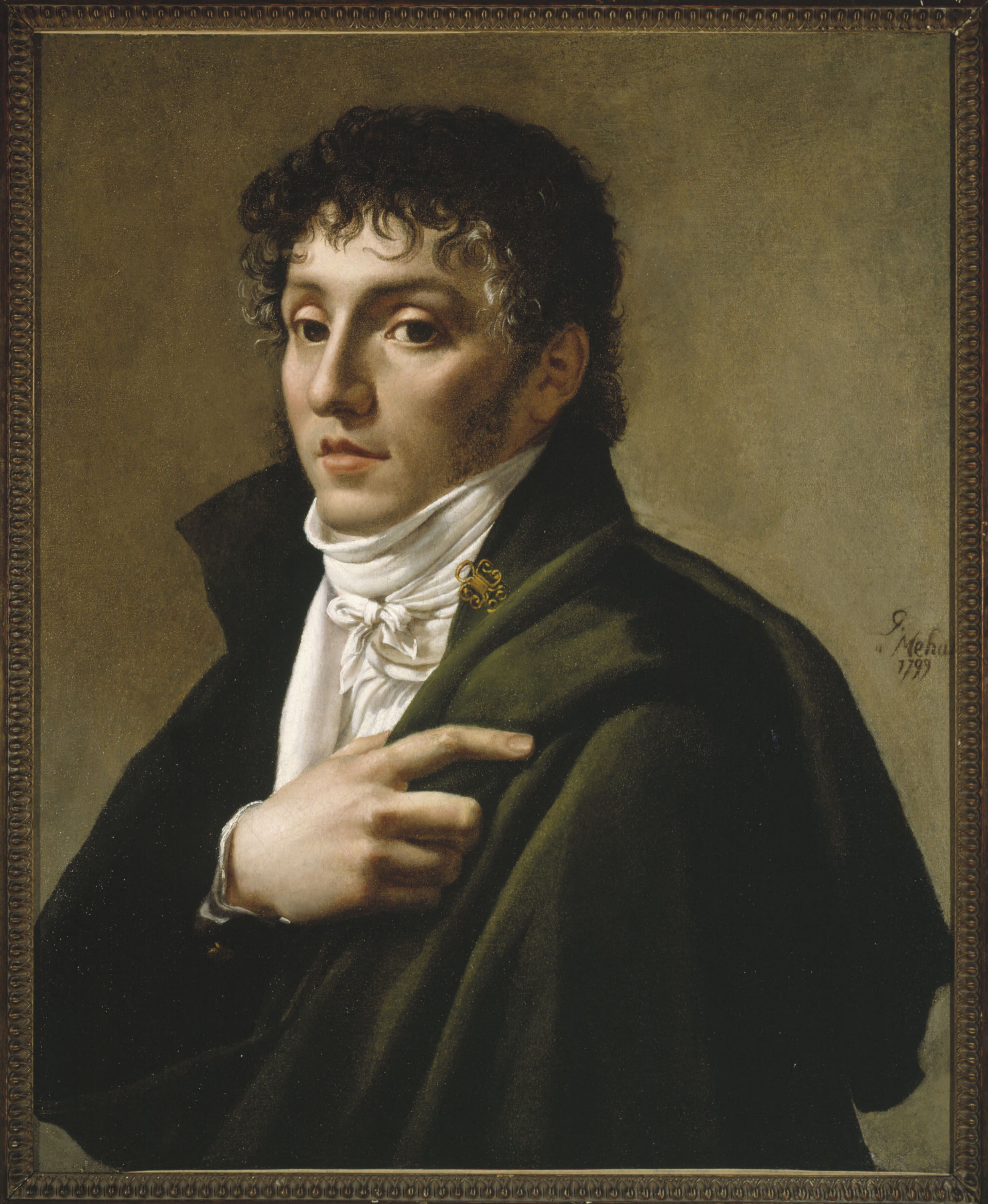
Étienne-Henri Méhul; † 18. Oktober

- 23. Februar: Bazyli Bohdanowicz, polnischer Komponist (* 1740)
- 28. Februar: Pietro Carlo Guglielmi, italienischer Komponist (* 1772)
- 18. März: Johann Jakob Walder, Schweizer Politiker, Jurist und Komponist (* 1750)
- 02. Mai: Wenzel Krumpholz, böhmischer Musiker (* um 1750)
- 21. Mai: Johann Friedrich Christmann, württembergischer evangelischer Pfarrer und Komponist (* 1752)
- 27. Juni: Joseph Augustin Gürrlich, deutscher Organist und Komponist (* 1761)
- 18. Oktober: Étienne-Nicolas Méhul, französischer Komponist (* 1763)
- 28. Oktober: Jacopo Durandi, italienischer Dichter und Librettist (* 1739)
- 01. Dezember: Justin Heinrich Knecht, deutscher Komponist, Organist und Dirigent (* 1752)
- 03. Dezember: August Eberhard Müller, deutscher Komponist, Virtuose und Thomaskantor (* 1767)
- 08. Dezember: Johann Leonhard Walz der Jüngere, deutscher evangelischer Pfarrer und Kirchenlieddichter (* 1749)